# W21
A W12 foi uma ogiva termonuclear desenhada nos E.U.A. Ela usaria o mesmo pacote físico (ou seja, o sistema explosivo) da bomba TX-21. A TX-21 foi uma versão viável da bomba "camarão", dispositivo testado durante a Operação Castelo com o codinome de Castle Bravo rendendo 15 megatons. Uma TX-21C foi testada durante a Operação Redwing como Navajo, ela foi uma versão menor do dispositivo Runt (Mk-17). Menor em tamanho e peso que a Mk-17, a Mk-21 foi considerada uma ogiva de míssil em potencial. Mais poderosa que a TX-13, que era uma bomba atômica de grande rendimento desenvolvida a partir da Mark 6, a XW21 substituiu a XW13 como ogiva no B-58 Hustler e para o míssil SM-64 Navaho.
No mesmo tempo em que a Mk-21 estava sendo desenvolvida,  a Mk-15 também estava sendo desenvolvida. Uma versão ogiva foi desenvolvida para os mísseis Navajo, Matador e Regulus ( uma versão XW29 foi designada para os mísseis Snark e Redstone). A XW15 foi mais tarde desenvolvida até se tornar a W39 que eventualmente foi implantada nos mísseis Redstone e Snark.
A XW21 foi cancelada em favor de muito menor e mais leve W39 em 1957. Ainda que algumas centenas de Mk-21 tenham sido estocadas para serem transformadas em W21, nenhuma W21 foi construída.
A W21 é um exemplo de como o rápido desenvolvimento de bombas de hidrogênio na década de 1950 criou muitos projetos que mal saíram da fase de projeto para serem ultrapassadas e canceladas por menores, mais leves e mais eficientes armas.